# Marsico Nuovo
Marsico Nuovo är en ort och kommun i provinsen Potenza i regionen Basilicata i Italien. Kommunen hade 4 014 invånare (2017).